# Piscine à vagues
Ne doit pas être confondu avec Parc aquatique.
Une piscine à vagues est une piscine équipée d'un système permettant de générer artificiellement des vagues assez grandes, semblables à celles de l'océan. On trouve ce type d'installations principalement dans les parcs aquatiques.
Les plus grandes vagues artificielles du monde, mesurant jusqu'à 3 mètres de hauteur, se trouvent à Siam Park, dans les îles Canaries. La plus grande piscine à vagues du monde se trouve quant à elle à Siam Park City, à Bangkok.

## Histoire

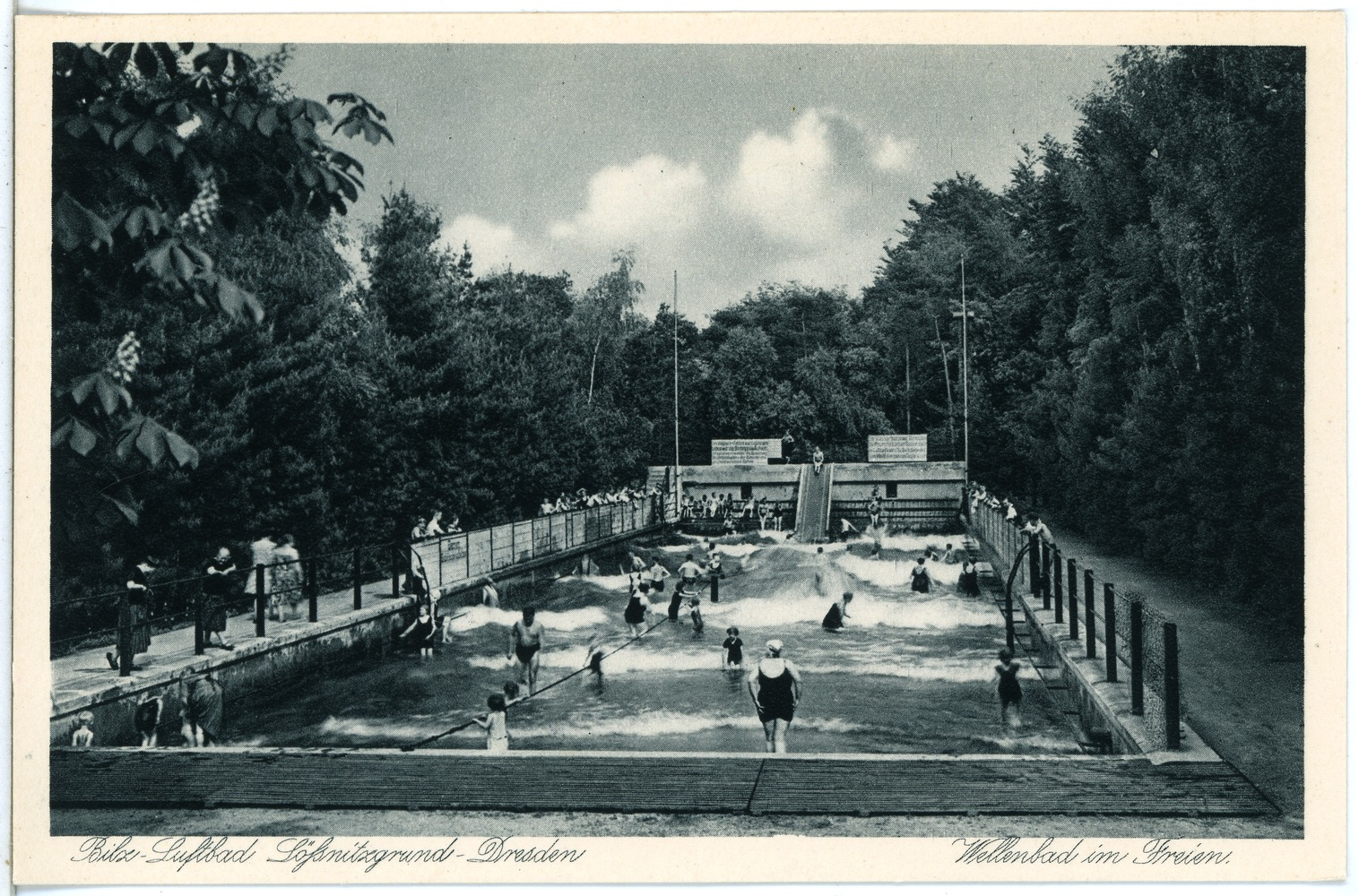
Piscine à vagues extérieure à Radebeul (Allemagne), en 1928.

La première piscine ouvre à Berlin en 1849,  et utilise d'une machine à vapeur pour agiter les eaux de la Sprée. Par la suite, Louis II de Bavière fit équiper un lac d'un système permettant de créer des vagues déferlantes.
Une autre piscine à vagues construite en 1927 dans les célèbres Thermes Gellért à Budapest, en Hongrie, apparaît comme l'une des principales attractions touristiques dans un documentaire de Metro-Goldwyn-Mayer (Traveltalks de James A. Fitzpatrick) sur la ville en 1938. 
En 1929, le film Indoor Surfers de Pathé Pictorial présente des images de la piscine à vagues de la piscine de Munch, en Allemagne. Les vagues sont créées par des agitateurs qui poussent les vagues à travers la zone de plongée et dans une zone peu profonde "C'est le nouveau type de piscine qui fait fureur en Allemagne", lit-on dans les légendes. "Fini les eaux calmes pour les baigneurs - le mécanisme derrière le filet maintient tout en mouvement."

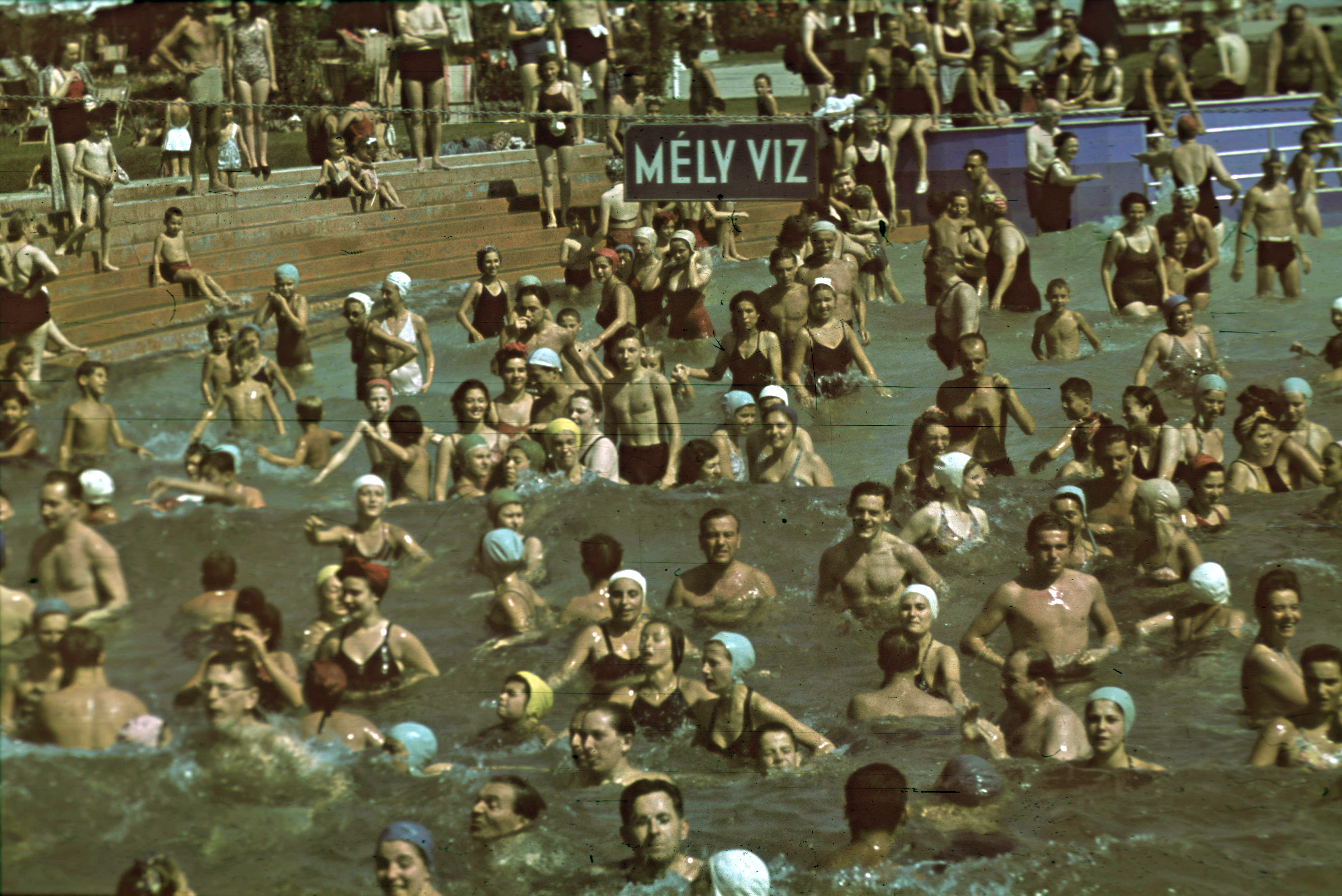
Piscine à vagues extérieure à Budapest, en 1939.

En 1939, une piscine publique située à Wembley, à Londres, était équipée de machines qui créaient des ondelettes pour indiquer le mouvement apaisant et fluide de l'océan. Dans les années 1940, le parc d'attractions Palisades Amusement Park, installe une grande cascade à l'une des extrémités de sa piscine d'eau salée, la plus grande du monde à l'époque, qui génère de petites vagues qui ressemblent beaucoup à celles de Wembley.
Plusieurs sites affirment avoir développé la première piscine à vagues aux États-Unis, notamment Big Surf à Tempe en Arizona et Point Mallard Park à Decatur en Alabama, qui ont tous deux ouvert leurs portes en 1969. La première piscine à vagues intérieure aux États-Unis a ouvert ses portes en 1982 au Bolingbrook Aquatic Center, à Bolingbrook dans l'Illinois. 
En France, la première piscine à vagues est construite sur la base de plein air de Saint-Quentin-en-Yvelines en 1976.
Le 1er août 2015, Snowdonia au Pays de Galles ouvre le premier wavegarden public dédié aux surfers.
La première piscine à vagues circulaire de grande envergure est en projet en Australie.

## Types et emplacements
En règle générale, les piscines à vagues sont conçues pour utiliser de l'eau douce à l'intérieur des terres, mais certaines des plus grandes, à proximité d'autres aménagements en bord de mer, utilisent de l'eau salée. Les piscines à vagues sont généralement plus grandes que les autres piscines de loisirs et sont donc souvent situées dans des piscines publiques, des parcs aquatiques ou d'autres grands espaces ouverts.
En 1966, une piscine à vagues conçue pour les nageurs est pour la première fois réquisitionnée pour faire du surf à Tokyo, au Japon. En juin 1985, la première compétition de surf dans une piscine à vagues est organisée, à Allentown, dans le parc aquatique Dorney Park & Wildwater Kingdom. Tom Carroll ressort vainqueur de ce World Professional 1985 Inland Surfing Championships.

## Technique

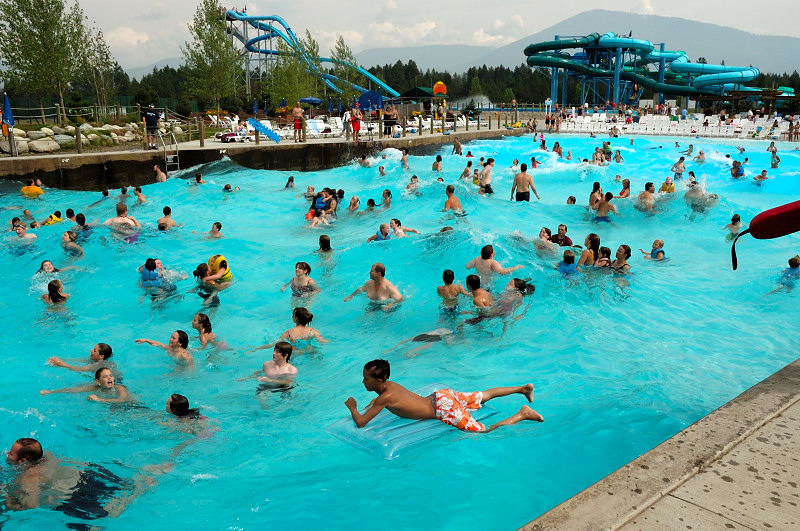
Piscine à vagues extérieure à Silverwood Theme Park.

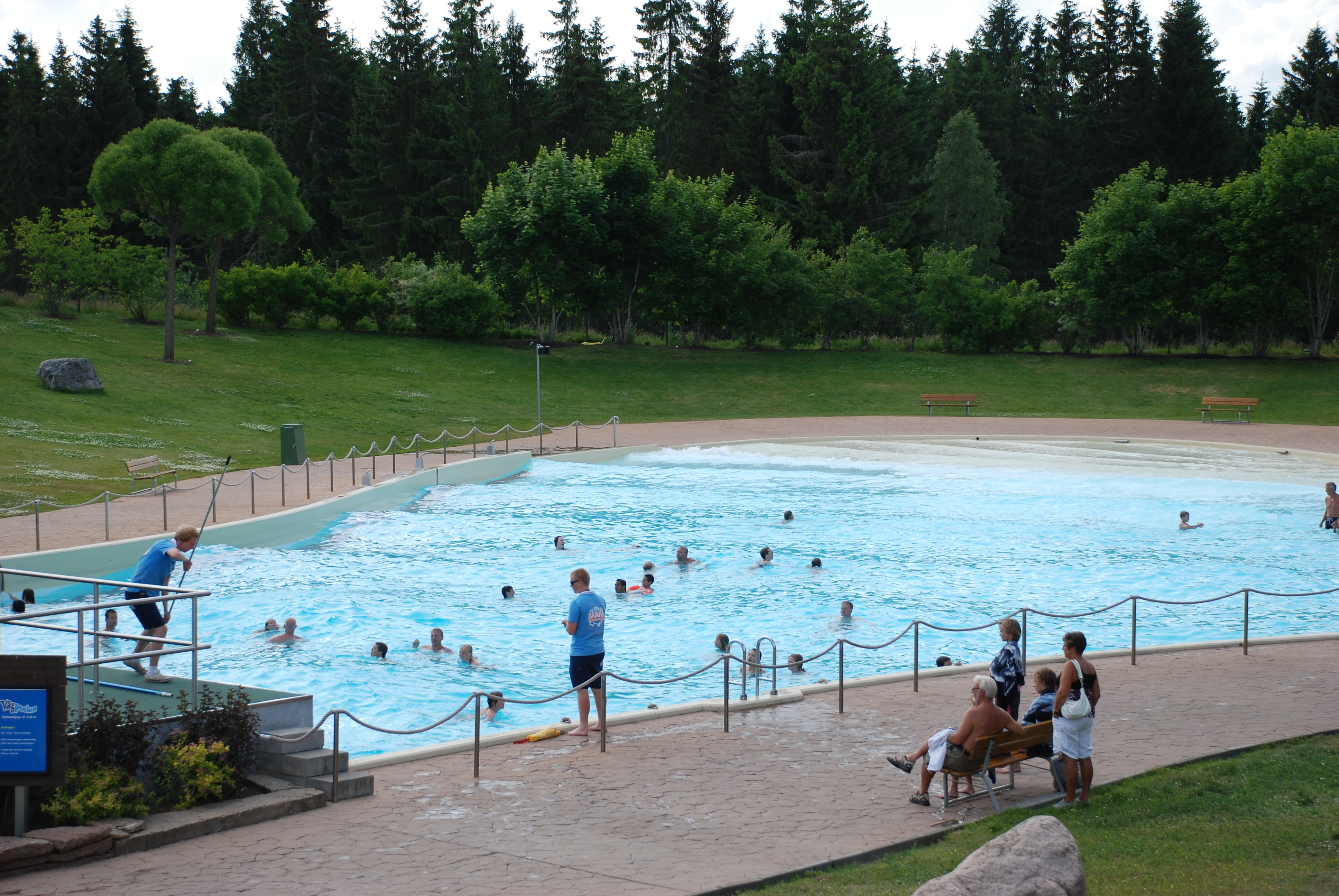
Piscine à vagues à Skara Sommarland (Suède).

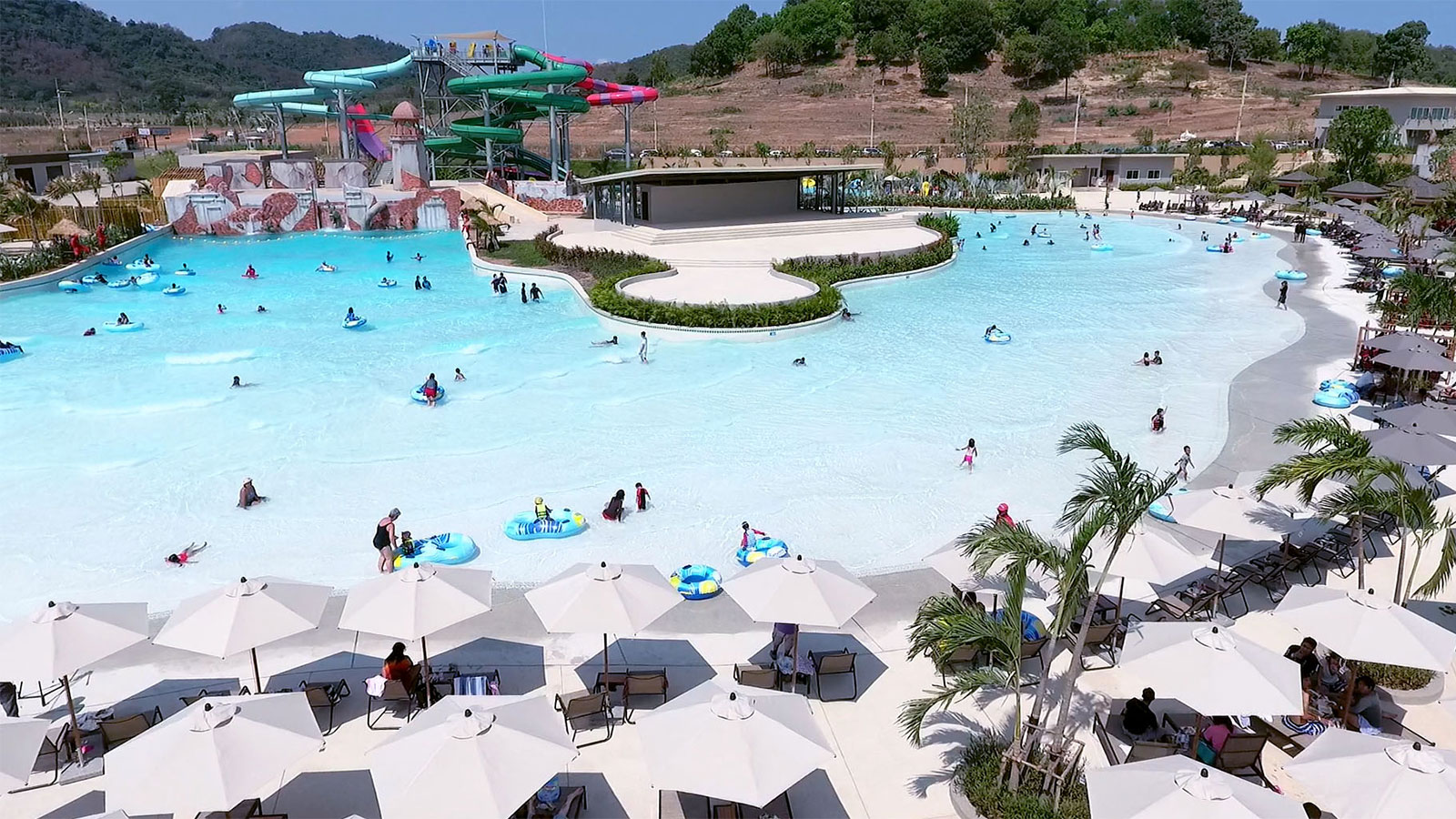
Double piscine à vagues à RamaYana Water Park.

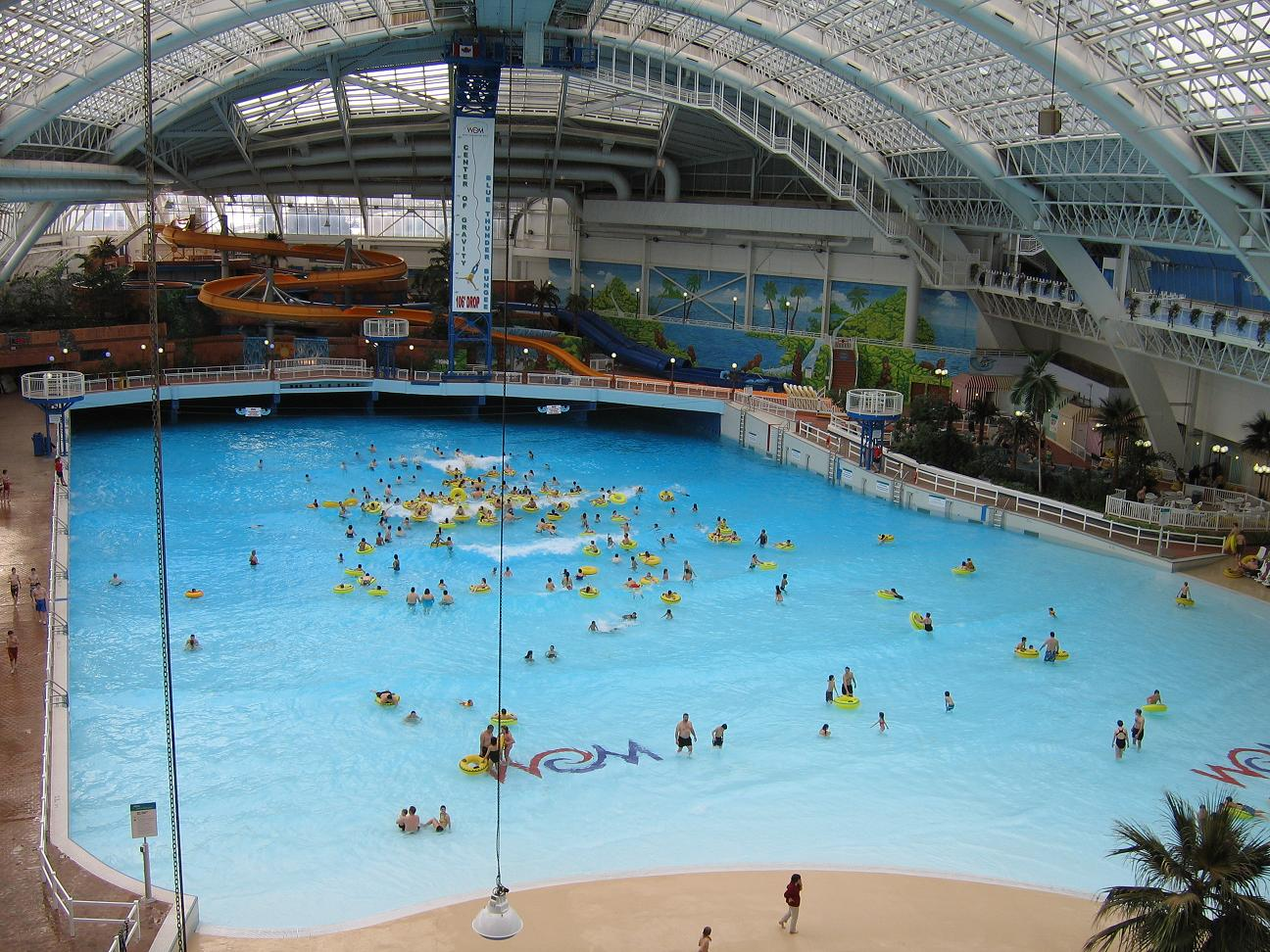
Blue Thunder à World Waterpark.

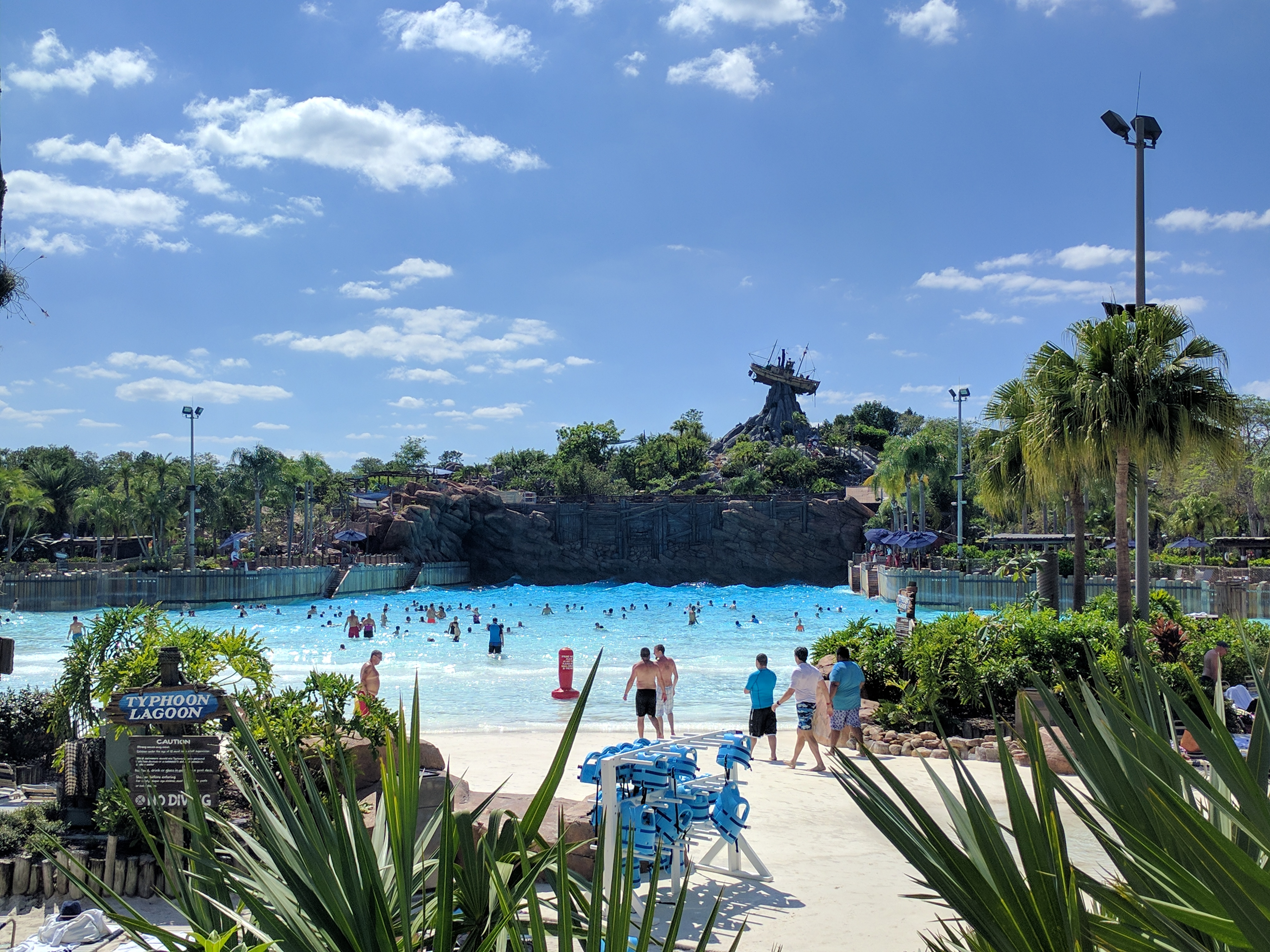
Piscine à vagues de Disney's Typhoon Lagoon.

Les piscines à vagues reproduisent le mouvement de l'océan de deux manières, en fonction de la taille de la piscine et de la taille des vagues souhaitées. Dans les petites piscines à vagues, de l'air sous pression est soufflé à la surface de l'eau, ou une pagaie crée une force dans l'eau, créant de petites ondulations. D'autres techniques utilisent un "mécanisme accordéon" qui s'ouvre et se ferme pour aspirer de l'eau dans son ventre (ouverture) et la pousser (se fermer) pour provoquer des vagues. Toutefois, dans les piscines à vagues à volume élevé, un grand volume d'eau pénètre rapidement dans le fond de la piscine, ce qui oblige celle-ci à s'équilibrer et à générer une vague importante. Dans ces grandes piscines à vagues, l'eau en excès est éliminée en passant par un canal de retour où elle peut être utilisée à nouveau pour générer une autre vague.

## Sécurité
Les piscines à vagues sont plus difficiles à surveiller que les piscines traditionnelles du fait du mouvement incessant. Plusieurs cas de noyade ont été recensés comme dans la piscine Tidal Wave d'Action Park, dans le New Jersey où 3 personnes ont perdu la vie dans les années 1980.
La présence de maîtres-nageurs est essentielle. Les nageurs sous-estiment la puissance des vagues. L'eau en mouvement, les reflets du soleil et d'autres facteurs rendent difficile la surveillance pour les maîtres-nageurs. Contrairement aux systèmes de caméras de sécurité de piscine passifs, les systèmes informatisés de détection de noyade ne fonctionnent pas dans les piscines à vagues.

## Exemples de piscines à vagues
Liste non exhaustive de piscines à vagues situées dans des parcs aquatiques :
- Adventure Parc Snowdonia Surf Lagoon (53° 11′ 24″ N, 3° 50′ 28″ O) à Dolgarrog ( Royaume-Uni)
- Barefoot Ski Ranch Surf Resort (31° 37′ 08″ N, 97° 00′ 11″ O) à Waco ( États-Unis)
- Bassin déchaîné à Plopsaqua Hannut-Landen ( Belgique)
- Big Kahuna à Noah's Ark Water Park ( États-Unis)
- Blue Lagoon à Six Flags Hurricane Harbor, Six Flags Great Adventure ( États-Unis)
- Blue Thunder à West Edmonton Mall ( Canada) - La plus grande piscine à vagues intérieure de 3 900 m2
- Bølgebassin à Fårup Sommerland ( Danemark)
- Calypso Bay à Six Flags Hurricane Harbor, Six Flags Over Georgia ( États-Unis)
- Captain Jack's Wave Pool à Water World ( États-Unis)
- Commotion Ocean à Six Flags Hurricane Harbor, Six Flags New England ( États-Unis)
- Crocodile Isle à Six Flags Darien Lake ( États-Unis)
- Crystal Falls Wave Pool à Magic Springs and Crystal Falls ( États-Unis)
- El Triángulo de las Bermudas à PortAventura Caribe Aquatic Park ( Espagne)
- Forgotten Sea Wave Pool à Six Flags Hurricane Harbor, Six Flags Magic Mountain ( États-Unis)
- Great Barrier Reef à Kings Island ( États-Unis) - piscine à vague de 3 300 m2
- Het Stormbad à Plopsaqua De Panne ( Belgique)
- Hurricane Bay à Six Flags Hurricane Harbor, Six Flags America ( États-Unis) - Avec des vagues de 1,2 mètre de haut. Nommé Monsoon Lagoon de 1982 à 2005.
- Hurricane Bay à Six Flags Hurricane Harbor, Six Flags St. Louis ( États-Unis) - Piscine à vagues de 2 800 m2
- Hurricane Bay à Six Flags Hurricane Harbor, Six Flags México ( Mexique)
- Kahuna Waves à Alabama Splash Adventure ( États-Unis)
- Kelly Slater Surf Ranch' (36° 15′ 22″ N, 119° 47′ 24″ O) à Lemoore ( États-Unis)
- Maremoto à Beach Park ( Brésil) - La plus grande piscine à vagues d'Amérique latine[14]
- Méditerranée à Aqualand à ? ( France)
- Piscine à vagues à AquaBrava à Roses ( Espagne) - La plus grande piscine à vagues d'Europe avec 5 000 m2[15]
- Piscine à vagues à Aquaparc ( Suisse)
- Piscine à vagues à Oasiria ( Maroc) - La plus grande piscine à vagues d'Afrique[16].
- Piscine à vagues à Aqualibi ( Belgique)
- Poseidon's Rage à Mt. Olympus Water & Theme Park ( États-Unis)
- Surf Lagoon à Six Flags Hurricane Harbor, Six Flags Over Texas ( États-Unis)
- The Wave à Holiday World & Splashin' Safari ( États-Unis)
- The Wave à Noah's Ark Water Park ( États-Unis)
- The Waves au Parc aquatique "Pirates World" anciennement La Baie des Pirates ( France) Cap d'Agde - Occitanie
- Thunder Bay à Water World ( États-Unis)
- Tidal Wave Bay à Kings Island ( États-Unis) - piscine à vague de 3 900 m2
- Typhoon Lagoon Surf Pool à Disney's Typhoon Lagoon ( États-Unis)
- Vagues du Cap Horn à Walibi Rhône-Alpes ( France)
- Wave Palace à Siam Park ( Espagne)
- Wave pool à Dorney Park & Wildwater Kingdom ( États-Unis)
- Wipeout Wave Pool à Wild Water & Wheels ( États-Unis)